# Tityus kuryi
Espèce
Tityus kuryi est une espèce de scorpions de la famille des Buthidae.

## Distribution
Cette espèce est endémique  de Bahia au Brésil. Elle se rencontre vers Palmeiras et Ibicoara.

## Description
Les mâles mesurent de 72,93 à 72,95 mm et les femelles de 58,54 à 78,03 mm.

## Étymologie
Cette espèce est nommée en l'honneur d'Adriano Brilhante Kury.

## Publication originale
- Lourenço, 1997 : « À propos de deux nouvelles espèces de Tityus Koch du Brésil (Scorpiones, Buthidae). » Revue Arachnologique, vol. 12, no 5, p. 53-59.